# Communauté de communes Rhône Alpilles Durance
Communauté de communes Rhône Alpilles Durance je společenství obcí (communauté de communes) v departementu Bouches-du-Rhône v regionu Provence-Alpes-Côte d'Azur. Vzniklo 24. prosince 1996. Sídlem je obec Eyragues.

## Členské obce
- Barbentane
- Cabannes
- Châteaurenard
- Eyragues
- Graveson
- Maillane
- Noves
- Rognonas
- Saint-Andiol
- Verquières